# Ectopleura larynx
Ectopleura larynx — вид гідроїдних кнідарій родини Tubulariidae.

## Поширення
Вид поширений на півночі Атлантичного океану.

## Опис
Утворює колонії заввишки до 6 см, найчастіше 2-3 см. Стебла трубчасті, жовтуватого забарвлення, в основі розгалужені. Поліпи від блідо-рожевого до червоного кольору. Верх поліпа складається з центрального кола рожевих ротових щупалець, оточених блідішими, але більшими аборальними щупальцями.

## Спосіб життя
Живе на мілководді. Виживає у зоні припливу та місцях з сильною течією. Колонії прикріплює до скель, черепашок, деревини або твердих частин водоростей. Живиться планктоном та органічними рештками, які відфільтровує з води за допомогою щупалець. Розмножується як безстатевим, так і статевим шляхом.